# The Klittens (band)
The Klittens is een Nederlandse indierockband. De band is opgericht door Yaël Dekker en Winnie Conradi. De overige bezetting bestaat uit Laurie Zantinge, Katja Kahana en Marrit Meinema.

## Geschiedenis
Sinds de oprichting van de band in 2018 heeft The Klittens zich gevestigd in de Nederlandse en Britse indiescene. De band begon met Yaël Dekker (lead vocals), Winnie Conradi (gitaar), Katja Kahana (gitaar), Laurie Zantinge (drums) en Michelle Geraerts (bas gitaar). Anno 2024 is Marrit Meinema de bassist van The Klittens.
In 2025 speelde The Klittens op The Great Escape festival in Brighton. Verder hebben ze op Nederlandse festivals gestaan zoals het Valkhof Festival in Nijmegen en het Bevrijdingsfestival in Wageningen. In 2023 toerde de band als support act van Otoboke Beaver uit Japan, en in 2024 als support act van BODEGA uit Amerika.

## Discografie

### Singles en EP's
- "Manic Dixi Dream Girl" (2020)
- "Bleeding Gums" (2020)
- "Liebe Resi" (2020)
- "Canned Air" (2021)
- "Herkenbosch" (2021)
- "Pristine Blue" (2021)
- "Citrus" (2022)
- "Universal Experience" (2023)
- "Atlas" (2023)
- "Reading Material" (2023)
- "Butter" (2024)

- MusicBrainz: d78b42a5-61f1-45dd-badd-064491f37ecd